# Epicharis flavotaeniata
Epicharis flavotaeniata là một loài Hymenoptera trong họ Apidae. Loài này được Moure mô tả khoa học năm 1945.